# Deena Kastor
Deena Kastor, née Deena Drossin le 14 février 1973 à Waltham dans le Massachusetts, est une athlète américaine, pratiquant le marathon.

## Palmarès

### Jeux olympiques
- Jeux olympiques d'été de 2004 à Athènes
  -  médaille de bronze du marathon.

### Championnats du monde
- Championnats du monde d'athlétisme de 2007 à Osaka ( Japon) 
  - 6e sur 10 000 m

### Marathons internationaux
- Vainqueur du Marathon de Chicago 2005
- Vainqueur du Marathon de Londres 2006

## Distinction personnelle
- Vainqueur du Jesse Owens Award 2003